# Lisnata opruga
Lisnata opruga ili lamelna opruga je vrsta opruge koja može biti izrađena kao plosnata od jednog lista nekog materijala (jednostavna) ili od više njih složenih u slojeve (slojevita). Jednostavne lisnate opruge dijele se, prema tome kako su poduprte (na jednom ili na oba kraja), na jednokrake i dvokrake. 
Prednost lisnatih opruga jednake širine jest vrlo jednostavna izrada, a nedostatak slabo iskorištenje materijala zbog nejednoličnog naprezanja. Taj se nedostatak ublažava sužavanjem širine lista prema krajevima, poput trapeza. Jednostavne jednokrake i dvokrake lisnate opruge uzimaju se na primjer kao potisne opruge zasuna, zatega, skakalica ustavljača, kao kontaktne opruge u sklopkama i slično.

## Slike
|                                                                           |                                                                                           | |
| Slojevite lisnate opruge prednjeg ovjesa i prednjeg pogona (Alvis 1928.). | Neovisni prednji ovjes s polueliptičnim lisnatim oprugama (Mercedes-Benz 230 W153 1938.). | Slojevite lisnate opruge na njemačkoj lokomotivi koju je izgradio Orenstein-Koppeland Lübecker Maschinenbau. |

## Lisnate opruge s konstantnim presjekom
Najjednostavniji primjer lisnate opruge je konzolno učvršćena lisnata opruga pravokutnog presjeka. Ako je opruga opterećena silom F koja djeluje na kraju opruge, moment savijanja na proizvoljnom mjestu iznosi:
{\displaystyle M_{x}=F\cdot x}
Najveći moment savijanja:
{\displaystyle M_{s}=F\cdot l}
nastaje na mjestu učvršćenja i ima odlučujući utjecaj pri dimenzioniranju opruge. S obzirom na to da su širina opruge b i debljina h po čitavoj dužini jednake (Wy= konstantno), zbog promjenljivog momenta savijanja mijenja se i naprezanje, pa materijal nije optimalno iskorišten. Zbog toga se ovakve opruge u praksi koriste samo za mala opterećenja, prvenstveno u preciznoj mehanici kao dodirne opruge u raznim sklopkama ili pritisne opruge za ručke i slično. Za izradu ovakvih opruga prvenstveno se upotrebljavaju hladno valjane čelične trake prema DIN 17 222 i legure bakra prema DIN 17 670.

### Slike
| | | | |
| Jednostavne lisnate opruge konstantne debljine: a), b) jednokraka pravokutna, odnosno trapezna, c), d) dvokraka pravokutna, odnosno trapezna. | Dvokraka lisnata opruga: a) u neopterećenom stanju, b) u opterećenom stanju, c) jednokraka opruga u opterečenom stanju, kojom se za proračun može zamijeniti stanje pod b). | Dvokraka lisnata opruga primijenjena kao kontaktna opruga: 1. kontakti, 2. pravokutna lisnata opruga. | Primjena dvokrakih lisnatih opruga kod spojke Bibby: a) polupresjek spojke, b) opruga u stanju normalnog opterećenja, c) preopterećenje, d) udarno opterećenje, 1., 2. vratila, 3., 4. dijelovi spojke, 5.,6. uzdužni klinovi, 7. lisnata opruga, 8. plašt spojke. |

### Proračun lisnatih opruga
Proračun tih opruga obuhvaća kontrolu naprezanja, progiba i nosivosti (dozvoljenog opterećenja). Iz poznate jednadžbe:
{\displaystyle \sigma _{s}={\frac {M}{W}}}
i uz oznake s prve gornje slike dobije se naprezanje savijanja:
{\displaystyle \sigma _{s}=6\cdot {\frac {F\cdot l}{b\cdot h^{2}}}\leq \sigma _{s\,dop}}
a prema jednadžbama elastične linije progib f na kraju opruge:
{\displaystyle f=4\cdot {\frac {k\cdot F\cdot l^{3}}{b\cdot h^{3}\cdot E}}}
gdje je: F – sila opterećenja, E – Youngov modul elastičnosti materijala, a k – koeficijent zavisan od omjera dimenzija b0 i b (za pravokutnu oprugu k = 1). Tablice koje prikazuju tu zavisnost mogu se naći u priručnicima. Veličina k ujedno određuje i takozvani faktor iskorištenja volumena opruge η. Za pravokutnu oprugu η = 1/a, dok je za trapeznu dat izrazom:
{\displaystyle \eta ={\frac {k}{4,5\cdot (1+{\frac {b_{0}}{b}})}}}
Iz jednadžbe za naprezanje na savijanje dobije se također i dozvoljeno opterećenje, to jest maksimalna sila ili nosivost takvih opruga:
{\displaystyle F_{max}={\frac {b\cdot h^{2}\cdot \sigma _{s\,dop}}{6\cdot l}}}
a s obzirom na karakteristiku opruge, pravac, njezin mehanički rad W iznosi:
{\displaystyle W={\frac {F\cdot f}{2}}}
Proračun vrijedi ne samo za jednokrake, već i za dvokrake jednostavne lisnate opruge, koje se upotrebljavaju na primjer na vibracijskim stolovima, kao kontaktne i za opruge elestičnih spojka tipa "Bibby". Pri proračunu slojastih lisnatih opruga, one se smatraju kao jednostavne lisnate opruge s opadajućom debljinom presjeka, pa se na njih primjenjuje gornji postupak.

## Slojevite lisnate opruge
Može se zamisliti da slojevita lisnata opruga nastaje iz jednostavne opruge trapeznog oblika i time što se ona razreže u uske pojaseve koji se slože jedan na drugi. Međutim, u stvarnosti se listovi slojevitih opruga izrađuju svaki zasebno i to jednake širine. 
Te opruge upotrebljavaju se u željezničkim, cestovnim vozilima i kod tramvaja za prigušenje energije udara ili potresa. Kod željeznice, slojevite lisnate opruge zovu se gibnjevi. Gibanj je dakle slojevita lisnata opruga na željezničkim i nekim drugim vozilima, sastavljena od nekoliko međusobno povezanih lamela, a služi za ublažavanje udaraca pri vožnji. Učvršćuju se u ležišta krajevima svojih najdužih (glavnih) listova, koji su za tu namjenu najčešće zavinuti. Svi se listovi savijaju u lukove potrebnog polumjera i slažu u snop, koji se drži zajedno s pomoću obuhvatnog stremena ili veznika. Osim toga veznik prenosi silu opterećenja koja djeluje na oprugu. Ujedno stremen sprečava poprečno pomicanje listova opruge. 
Lisnate opruge u sloju služe prvenstveno za opruženje cestovnih vozila i vozila na tračnicama. One pretvaraju kratke tvrde udare vozne staze u duge mekane prigušene titraje. Lisnata opruga u sloju nastaje od dvokrakih trapeznih listova različite duljine, koji se slažu jedan na drugi. Listovi opruge izrađuju se od valjanog plosnatog čelika za opruge. Glavni list, kao najgornji najduži list, savijen je na krajevima oko svornjaka ležišta. Protiv poprečnog pomaka osiguran je profilom samog presjeka ili stremenom. Svežanj listova mora se u sredini povezati (držačem svežnja listova), da bi se opterećenje sigurno prenijelo na sve listove.

### Slike
| |                                                                                                 |                                                              |                                                  |
| Predodžba nastajanja lisnatih opruga u slojevima i njihov općeniti oblik u praksi: a) zamišljeno rastavljanje trapezne trake u pojase, b) zamišljeno sastavljanje tih pojasa, c) tlocrt i nacrt stvarne lisnate opruge u slojevima. | Zavješenje slojevite lisnate opruge: 1) opruga u neopterećenom stanju, b) u opterećenom stanju. | Neki oblici krajeva (završetaka) slojevitih lisnatih opruga. | Neki oblici stremena slojevitih lisnatih opruga. |

### Lisnata opruga jednake čvrstoće
Jako opterećene opruge i opruge za cestovna i šinska vozila oblikovane su tako da je uzduž opruge naprezanje na savijanje približno konstantno. To znači da se moment otpora na savijanje presjeka opruge mijenja približno u istom odnosu kao i moment savijanja. Ako je poprečni presjek opruge pravokutnik s momentom otpora na savijanje:
{\displaystyle W_{s}={\frac {b\cdot h^{2}}{6}}\ }
za postizanje gornje pretpostavke mora se uzduž opruge mijenjati širina b ili debljina h. Zbog jednostavnije izrade opruzi se obično u praksi mijenja širina b, tako da se dobiva lisnata opruga jednake čvrstoće. Ako se ova opruga razreže po širini na n jednakih listova koji se polože jedan na drugoga, dobiva se lisnata opruga jednake čvrstoće u sloju. Ako se upotrijebe dvije lisnate opruge i krajevi pojedinih listova odgovarajuće oblikuju dobiva se praktički oblik lisnate savojne opruge u sloju, takozvani gibanj koji se često upotrebljava u cestovnim i šinskim vozilima. Njegovo dobro svojstvo je što ublažava udare zbog neravnog kolnika, što povoljno utječe na vožnju vozila. Lisnate opruge izrađuju se prvenstveno od toplo valjanih čelika za opruge prema DIN 17 221. Debljina listova h i širina listova b lisnatih opruga standardizirane su prema DIN 4 620.
Kako prilikom rada opruge ne bi došlo do poprečnog zamicanja, listovi su primjerno oblikovani i pričvršćeni posebnim prstenom. Osim toga, listovi su po sredini opruge međusobno povezani odgovarajućim dijelom za pričvršćivanje, čime se osigurava jednakomjeran raspored opterećenja koje djeluje na pojedine listove. Gornji list je nešto produžen i oblikovan tako da se opruga može primjereno pričvrstiti. Pri tome su na raspolaganju brojne konstrukcijske mogućnosti.

### Slike
|                                   |                                           |                        |                                               |
| Slojevite lisnate opruge (Škoda). | Slojevite lisnate opruge na vagonu vlaka. | Bogie Colaert Essieux. | Slojevite lisnate opruge na zaprežnim kolima. |